# Поляниновичи
Поляни́новичи (бел. Палянінавічы) — деревня в составе Обидовичского сельсовета Быховского района Могилёвской области Республики Беларусь.

## Планировка
Генеральный план застройки деревни в 1978 году был разработан институтом «Могилевгражданпроект». Главная улица ориентирована с востока на запад, застроена редко расположенными деревянными жилыми домами усадебного типа.
Дворы в основном неполные, веночной планировки. Ряд домов обращён глухим фасадом к улице. В центре наряду с жилыми домами размещаются административно-хозяйственные здания.

## История
Вот исправленный текст с датами, оформленными в двойных квадратных скобках ... для вики-разметки:
По данным рукописных источников, поселение известно с XVI века.
В 1598, село входило в состав поместья Новый Быхов Речицкого повета Великого княжества Литовского и являлось шляхетской собственностью.
В 1742 насчитывалось 10 дворов, село находилось во владении помещика и относилось к Быховскому графству.
В 1758 — 33 двора, проживали 96 мужчин, в поселении работала корчма.
В 1780 — 76 дворов и 465 жителей.
В 1885 — 100 дворов и 640 жителей; село входило в Новобыховскую волость Быховского повета Могилёвской губернии, здесь функционировал питейный дом. Часть жителей занималась кузнечным промыслом.
В 1897 — 125 дворов, проживали 1128 человек; действовали школа грамоты, корчма, хлебозапасный магазин.
В 1907 открылась церковно-приходская школа.
В 1909 — 135 дворов, 1237 жителей. На базе дореволюционной школы была организована трудовая школа 1-й ступени, в которой учились также дети из деревни Погорки.
По переписи 1920, в селе имелась мастерская по ремонту сельскохозяйственного инвентаря. 4 июля 1920 вступила в действие школа по ликвидации неграмотности среди взрослых. В 1928 для школы построили отдельное здание.
С 20 августа 1924 поселение входило в Журавичский район, с 8 июля 1931 — в Быховский район, с 20 февраля 1938 — в составе Могилёвской области.
В 1930 был организован колхоз «Ленинская нива», который к 1932 году объединял 116 хозяйств, имел в распоряжении 400 гектаров пашни и ветряную мельницу.
Во время Великой Отечественной войны, в июле 1941, деревня была оккупирована немецко-фашистскими захватчиками. Освобождена 24 ноября 1943 войсками 283-й стрелковой дивизии 3-й армии Белорусского фронта. В братской могиле на кладбище захоронены 80 советских солдат. В память о 135 односельчанах, погибших на фронтах и в партизанской борьбе, возле школы в 1967 году установлен обелиск.
Деревня входила в Исканский сельсовет. С 16 июля 1954 — центр Исканского сельсовета Журавичского района Гомельской области. С 11 апреля 1960 — в Обидовичском сельсовете. В 1967 присоединена деревня Бугаевка.
В 1982 — 162 хозяйства и 414 жителей, центр колхоза «Россия» (с 2003 — СВК «Колхоз Россия»).
В 1990-х годах в деревне работали производственная бригада, ферма крупного рогатого скота, машинный двор, пилорама, мельница, установка по производству кормов, средняя и музыкальная школы, детский сад, Дом культуры, библиотека с фондом более 8600 книг, столовая, комплексный приёмный пункт бытового обслуживания, фельдшерско-акушерский пункт, магазин, отделения сберегательного банка и связи, 5 спортивных площадок и спортивный зал.
В 2008 продолжали работать библиотека, Дом культуры, фельдшерско-акушерский пункт и отделение связи.

## Население
- 2007 год — 367 человек
- 2010 год — 364 человека